# Richard Thomas
Richard Earl Thomas (New York, 13 juni 1951) is een Amerikaans acteur, vooral bekend geworden als John-Boy Walton uit de televisieserie The Waltons. Deze rol vertolkte hij van 1972 tot 1978. Vanaf 2013 had hij een gastrol in de serie The Americans (2013-2018).

## Verdere carrière
Thomas debuteerde al op 6-jarige leeftijd in de Mexicaanse film La locura del rock and roll. Gastrollen in televisieserie en filmrollen volgden al gauw. Zo was hij gedurende zijn carrière onder meer te zien in tv-series als The Defenders, Bonanza, The Outer Limits, Touched by an Angel en The Practice.
Een bekende rol van Thomas is die als soldaat Paul Baumer in All Quiet on the Western Front uit 1979. Ook was hij dat jaar te zien in Roots: The Next Generations. Gedurende de jaren 80 speelde hij onder meer in Battle Beyond the Stars (met o.a. George Peppard) en in een aantal televisiefilms.
In 1990 speelde hij de rol van de volwassen stotteraar Bill Denbrough in de Stephen King-verfilming It. Meer rollen in televisiefilms volgden, waaronder The Christmas Box en een drietal reünies van The Waltons. In 2002-2003 speelde hij een hoofdrol in de misdaad-serie Just Cause, maar deze serie werd na 22 afleveringen geannuleerd.
In 2006 speelde hij andermaal een hoofdrol in een Stephen King-verfilming, ditmaal als onderdeel van de miniserie Nightmares and Dreamscapes: From the Stories of Stephen King. Hij was te zien in de aflevering Autopsy Room Four. Meest recent was hij te zien in een aflevering van Law & Order. Al met al speelde Thomas meer dan 100 rollen in film en op televisie.
In 2016 speelde hij een bijrol als Sanford Bensinger in de serie 'Billions' (aflevering 'The Oath') met o.a. Damian Lewis en Paul Giamatti.

## Privéleven
Op 14 februari 1975 trouwde Thomas met Alma Gonzales. Met haar kreeg hij vier kinderen, een drieling (Barbara Ayala, Gweneth Gonzales en Pilar Alma) en nog een zoon, Richard Francisco. In 1993 gingen ze uit elkaar. Een jaar later trouwde Thomas met zijn huidige vrouw, Georgiana Bischoff. Uit dat huwelijk werd op 28 juli 1996 zoon Montana James geboren.

## Filmografie

### Films
Selectie:
- 2009: Taking Woodstock - als Don
- 2000: Wonder Boys - als Walter Gaskell
- 1969 Last Summer - Peter

### Televisieseries
Uitgezonderd eenmalige gastrollen.
- 2022 Ozark - als Nathan Davis - 9 afl.
- 2013-2016: The Americans - als Frank Gaad
- 1972-1978: The Waltons - als John-Boy Walton

- Bibsys: 11037358
- Biblioteca Nacional de España: XX1538484
- Bibliothèque nationale de France: cb13986991v (data)
- Gemeinsame Normdatei: 137444184
- International Standard Name Identifier: 0000 0001 1585 3960
- Library of Congress Control Number: no2014161072
- Nationale Bibliotheek van Israël: 987007460892705171
- Nederlandse Thesaurus van Auteursnamen: 072822988
- Système universitaire de documentation: 154942685
- Virtual International Authority File: 1341752
- WorldCat: E39PBJwX7CF6MwTr3K6dDK3mh3